# Micrathena peregrinatorum
Micrathena peregrinatorum là một loài nhện trong họ Araneidae.
Loài này thuộc chi Micrathena. Micrathena peregrinatorum được miêu tả năm 1883 bởi Holmberg.